# 丽子藤
丽子藤（学名：Dregea yunnanensis）是夹竹桃科南山藤属的植物，为中国的特有植物。分布于中国大陆的甘肃、云南、四川等地，生长于海拔3,500米的地区，常生于山地林中，目前尚未由人工引种栽培。
其种加词 yunnanensis 意为“云南的”。
现接受名为云南牛奶菜（Marsdenia yunnanensis (Tsiang)）

## 别名
滇假夜来香（云南植物名录）

## 异名
- Dregea yunnanensis (Tsiang) Tsiang et P. T. Li var. major (Tsiang) Tsiang et P. T. Li